# Cyanopepla samarca
Cyanopepla samarca là một loài bướm đêm thuộc phân họ Arctiinae, họ Erebidae.